# Márkus Ferenc
Márkus Ferenc (Jánosháza, 1911. december 12. – Budapest, 1995. január 31.) magyar színész.

## Életpályája
Jánosházán született 1911. december 12-én. Az Országos Színészegyesület színiiskolájában szerzett színészi oklevelet. Pályáját Buda Dénes daltársulatában kezdte, majd Marosi Gézánál lépett fel, 1933-tól Kardoss Géza színtársulatának tagja volt. 1945-től a Szabad Színház, majd a Magyar Színház szerződtette. 1949 és 1959 között a Nemzeti Színház művésze volt. 1959-től nyugdíjba vonulásáig a Fővárosi Operettszínház tagja volt. Nyugdíjas korában is foglalkoztatták a Nemzeti Színházban. Zenés és prózai darabok karakter- és epizódszerepeit alakította.

## Fontosabb színházi szerepei
- William Shakespeare: Hamlet... Második sírásó
- William Shakespeare: III. Richárd... Sir Richard Ratcliff
- Makszim Gorkij: Az anya... Csumakov
- Nyikolaj Vasziljevics Gogol: A revizor... Szvisztunov
- Henrik Ibsen: Peer Gynt... Solvejg apja
- Konsztantyin Fjodorovics Iszajev – Alekszandr Arkagyijevics Galics – Kardos G. György: Négyen pizsamában... Első rendőr
- Cole Porter: Csókolj meg, Katám!... Paul
- Frederick Loewe – Alan Jay Lerner: My Fair Lady... Hoxtoni férfi
- Josef Pavek – Ivo Havlu: Jó éjt Bessy!... Joe, kocsmáros
- Katona József: Bánk bán... Tiborc
- Mikszáth Kálmán – Benedek András: Szelistyei asszonyok... Rostó Pál
- Nagy Ignác: Tisztújítás... Köznemes 1.
- Móricz Zsigmond: Úri muri... Mákos, tanyás gazda
- Illyés Gyula: Dózsa György... Benedek
- Németh László: Husz János... Öreg paraszt
- Molnár Ferenc: Riviera... Márton bácsi
- Kálmán Imre: Csárdáskirálynő... Lazarovics
- Lehár Ferenc: A víg özvegy... Kromov tanácsos
- Jacobi Viktor: Leányvásár... Kocsmáros
- Tamássy Zdenko: Hotel Amerika... Postás
- Békeffi István – Szenes Iván: Mit vesztett el, kisasszony?... Sándor
- Barabás Tibor: Budai kaland... Hajdú
- Török Rezső: Hölgyválasz... Kefe
- Csizmarek Mátyás: Csintalan csillagok... Rendező
- Fehér Klára: Három napig szeretlek... Altiszt
- Semsei Jenő – Szilágyi György: Békebeli háború... Polgármester; Rendőr; Református püspök

## Filmes és televíziós szerepei
- Fel a fejjel (1954)
- Veréb utcai csata (1959)
- Nyolc hold föld (1960) – Bíró
- Megöltek egy leányt (1961)
- Siratásra készül az ég… (1962) – Küldött
- Egy ember, aki nincs (1963) – Bányász II.
- Mit csinált felséged 3-tól 5-ig? (1964)
- Bűnös a közöny (1968, rövid játékfilm)
- Fenegyerekek (1968, rövid játékfilm)
- A mi emberünk (1970, rövid játékfilm)
- Házasodj, Ausztria! (1970)
- Só Mihály kalandjai (1970)
- Zenés TV Színház: Pajkos diákok (1971) – Kocsmáros
- Mézga Aladár különös kalandjai (1972, rajzfilmsorozat)

- Dilibolygó – Csillagász II. (hang)
- A palacsintás király (1973) – Madarász sógor
- Mikrobi I. (1973, rajzfilmsorozat) – Kapitány (hang)
- Riasztólövés (1977)
- A Sipsirica (1980, televíziós sorozat) – Sofőr
- Te rongyos élet (1983)
- Süsü, a sárkány kalandjai (1984, bábfilmsorozat)

- Süsü és a Sárkánylány – Bajuszos favágó (hang)

## Szinkronszerepei
| Év        | Cím                                                                 | Szereplő                              | Színész           | Szinkron év |
| --------- | ------------------------------------------------------------------- | ------------------------------------- | ----------------- | ----------- |
| 1933      | A revizor                                                           | A jótékonysági intézmények főgondnoka | Frantisek Hlavatý | 1983        |
| 1938      | A pék felesége                                                      | N/A                                   | N/A               | 1972        |
| 1939      | Acélkaraván                                                         | N/A                                   | N/A               | 1982        |
| 1939      | Egyetemi éveim (1. magyar szinkron)                                 | Chatunov                              | Nyikolaj Dorohin  | 1952        |
| 1944      | Rettegett Iván I.                                                   | N/A                                   | N/A               | 1964        |
| 1950      | Az ördög szépsége                                                   | N/A                                   | N/A               | 1972        |
| 1954      | Vörös és fekete (1. magyar szinkron)                                | N/A                                   | N/A               | 1965        |
| 1956      | 80 nap alatt a Föld körül (2. magyar szinkron)                      | A Mongolia kapitánya                  | Walter Kingsford  | 1989        |
| 1956      | A negyvenegyedik (2. magyar szinkron)                               | N/A                                   | N/A               | 1986        |
| 1956      | A tető (2. magyar szinkron)                                         | N/A                                   | N/A               | 1979        |
| 1958-1960 | Foxi Maxi show (rajzfilmsorozat) (1. magyar szinkron)               | További szereplők (hang)              | N/A               | 1963-1965   |
| 1960      | Egy asszony meg a lánya (2. magyar szinkron)                        | N/A                                   | N/A               | 1981        |
| 1962      | Kutyaházban                                                         | N/A                                   | N/A               | 1967        |
| 1966      | Egymillió karátos ötlet, avagy a Róka nyomában (1. magyar szinkron) | N/A                                   | N/A               | 1978        |
| 1969      | Kő a szájban                                                        | N/A                                   | N/A               | 1982        |
| 1970      | Homolkáék az uborkafán                                              | N/A                                   | N/A               | 1971        |
| 1970      | Kis nagy ember (2. magyar szinkron)                                 | N/A                                   | N/A               | 1982        |
| 1972      | Egy régi világ képei                                                | N/A                                   | N/A               | 1991        |
| 1973      | Amarcord                                                            | N/A                                   | N/A               | 1984        |
| 1973      | Lina esküvője                                                       | N/A                                   | N/A               | 1978        |
| 1973      | Menyegző                                                            | N/A                                   | N/A               | 1973        |
| 1973      | Vivát, Benyovszky! – 3. rész: Hanszky Zsuzsanna                     | Mihály                                | František Laca    | 1975        |
| 1975      | Lucky Lady                                                          | N/A                                   | N/A               | 1983        |
| 1977      | Bobby Deerfield                                                     | N/A                                   | N/A               | 1986        |
| 1977      | Esküvő napján                                                       | N/A                                   | N/A               | 1981        |
| 1977      | Fekete fülű fehér Bim                                               | Erdész                                | Alekszej Csernov  | 1979        |
| 1977      | Férfiak, akik szeretik a nőket                                      | N/A                                   | N/A               | 1979        |
| 1978      | A kegyelmes asszony                                                 | N/A                                   | N/A               | 1981        |
| 1979      | Az úszómester                                                       | N/A                                   | N/A               | 1984        |
| 1979      | Moszkva nem hisz a könnyeknek                                       | Nyikolaj apja                         | Viktor Uralszkij  | 1981        |
| 1981      | Elakadás (1. magyar szinkron)                                       | N/A                                   | N/A               | 1987        |
| 1981      | Tű a szénakazalban                                                  | Terry ezredes                         | Allan Surtees     | 1983        |
| 1982      | Vándorlások meséje                                                  | Szakács                               | N/A               | 1985        |

## Rádió, hangjáték
- Eötvös József: Magyarország 1514-ben (1948)
- Barabás Tibor: Kibontott zászlók (1953)
- Držić Marin: Dundo Maroje (1958)
- Bárány Tamás: A fiam nem a lányom (1964)
- Bardijevszkij, Henrik: Lépcsők (1965)
- Móricz Zsigmond: Pipacsok a tengeren (1968)
- Reymont, Wladislaw: Parasztok (1968)
- Arany János: Jóka ördöge (1970)
- Szabó Pál: Őszi vetés (1970)
- Tersánszky Józsi Jenő: Mese a buta nyúlról (1970)
- László Endre: "Te csak húzzad, Bihari!" (1971)
- Darvas József: Elindult szeptemberben (1972)
- Magyar parnasszus: Emlékezés Zalka Mátéra (1972)
- Veres Péter: Rossz asszony (1972)
- Csokonai Vitéz Mihály: A Cultura (1973)
- Sütő András: Nagyenyedi fügevirág (1973)
- Jules Verne: Várkastély a Kárpátokban (1973)
- Áprily Lajos: Álom a vár alatt (1974)
- Vészi Endre: Földszint és emelet (1974)
- Erich Kästner: Emil és a detektívek (1976)
- John Arden: Zsákos ember terhe (1977)
- Victor Hugo: Nyomorultak (1978)
- Ondrej Sliacky-Eugen Gindl: Száguldás (1980)
- ÍRÓVÁ AVATNAK - Gelléri Andor Endre indulása (1982)
- Kosztolányi Dezső: Aranysárkány (1982)
- Takáts Gyula: Színház az Ezüst Kancsóban (1983)
- George Ciprian: Gácsérfej (1984)
- Mikszáth Kálmán: Beszterce ostroma (1985)
- Mikszáth Kálmán: Krúdy Kálmán csínytevései (1987)
- Oscar Wilde: A boldog herceg (1987)
- Rákosy Gergely: Az óriástök (1987)
- Anna Seghers: Jeanne d'Arc pöre Rouenban 1431-ben (1988)